# Avaxıl
Avaxıl è un comune dell'Azerbaigian situato nel distretto di Şamaxı. Conta una popolazione di 534 abitanti.